# Колите
Колите (на английски: Cars) е американски анимационен спортно-комедиен филм от 2006 г., продуциран от Пиксар Анимейшън Студиос за Уолт Дисни Пикчърс. Режисиран от Джон Ласитър, с режисьорско съдействие от Джо Ранфт (единственият му режисьорски опит), продуциран от Дарла К. Андерсън, по сценарий на Ласитър, Ранфт, Дан Фогълман, Киъл Мъри, Фил Лорин и Йорген Клубиен, базиран на историята от Ласитър, Ранфт и Клубиен, филмът е озвучен с гласовете на Оуен Уилсън, Пол Нюман (в последната си роля в озвучаването на пълнометражен филм), Бони Хънт, Лари Кабелджията, Тони Шалуб, Чич Марин, Майкъл Уолис, Джордж Карлин, Пол Дули, Дженифър Луис, Гуидо Карони, Майкъл Кийтън, Катрин Хелмънд, Джон Раценбъргър и Ричърд Пети, докато състезателните пилоти Дейл Ърнхард Джуниър, Марио Андрети, Михаел Шумахер и автомобилният ентусиаст Джей Лено озвучават едноименните си роли.
Действието на филма се развива в свят, населен изцяло от антропоморфни превозни средства. Историята проследява млад, самовлюбен състезателен автомобил на име Светкавицата Маккуин, който по пътя към най-важното състезание в живота си се озовава случайно в забравено градче по протежението на път 66 – Радиатор Спрингс. Там той открива значението на приятелството и започва да преосмисля своите приоритети.
Разработката на Колите започва през 1998 г., след като приключва продукцията на Приключението на бръмбарите, с нов сценарий, озаглавен Жълтата кола, който разказвал за електрически автомобил, живеещ в свят, доминиран от бензинови коли; сценарият е написан от Йорген Клубиен. Обявено е, че продуцентите се съгласяват това да бъде следващият филм на Пиксар след Приключението на бръмбарите, с планирана премиера през 1999 година, по-специално около 4 юни. Впоследствие обаче идеята е изоставена в полза на Играта на играчките 2. Малко след това продукцията е възобновена с големи промени в сценария. Филмът е вдъхновен от преживяванията на Джон Ласитър по време на пътешествие с кола през страната. Ранди Нюман композира музиката към филма, а изпълнители като Шерил Кроу, Раскал Флатс, Джон Мейър и Брад Пейсли допринесят със свои песни към саундтрака. Колите в крайна сметка се превръща в последния филм, независимо продуциран от Пиксар преди закупуването на студиото от Дисни през януари 2006 г.
Премиерата на Колите е на 26 май 2006 г. на пистата Шарлот Мотор Спийдуей в Конкорд, Северна Каролина, а по кината в Съединените щати излиза официално на 9 юни. Филмът получава като цяло положителни отзиви и постига търговски успех, реализирайки 462 милиона долара в световен мащаб при бюджет от 120 милиона долара, което го прави шестия най-касов филм за 2006 г. На 79-ите награди Оскар получава две номинации, включително за най-добър анимационен филм, но губи от Весели крачета. Въпреки това печели както наградата Ани за най-добър анимационен филм, така и Златен глобус за най-добър анимационен филм. Филмът излиза на DVD на 7 ноември 2006 г., в ограничени количества на VHS на 19 февруари 2007 г., и на Blu-ray на 6 ноември 2007 г. Към него е добавен и късометражният филм Човекът оркестър както за кино, така и за домашна употреба. Филмът е посветен на Джо Ранфт, който загива в автомобилна катастрофа по време на продукцията.
Успехът на Колите поставя началото на мултимедийна франчайз поредица, която включва две продължения: Колите 2 (2011) и Колите 3 (2017), както и два спин-оф филма, продуцирани от Диснитуун Студиос: Самолети (2013) и Самолети: Спасителен отряд (2014).

## Сюжет
В свят, населен от антропоморфни превозни средства, състезанието „Диноко 400“ бележи кулминацията на сезона за Купата „Пистов шампионат“. Надпреварата изостря съперничеството между пенсиониращия се седемкратен шампион Стрип „Краля“ Уедърс, хитрия Чик Хикс и талантливия, но самоуверен новак Светкавицата Маккуин. Решен на всяка цена да спечели и да напусне спонсора си на старо — „Ръст-ийз“, за да премине към престижния отбор „Диноко“, Светкавицата се сблъсква с проблеми, произтичащи от егоистичния си характер и неспособността си да работи в екип. По време на решаващото състезание той отказва да направи пит-стоп, губи преднината си и пука задните гуми точно преди финала. Състезанието завършва с тройно равенство, което води до решаващо състезание седмица по-късно на Международната писта в Лос Анджелис.
След състезанието, Светкавицата пътува през нощта към Калифорния в ремаркето на своя камион-превозвач Мак, но след инцидент се озовава сам и изгубен в западналото пустинно градче Радиатор Спрингс, Аризона. Там по невнимание поврежда главния път и е осъден на общественополезен труд — да го ремонтира под надзора на съдията Док Хъдсън, който е предубеден към него заради професията му на състезател.
Светкавицата опитва да асфалтира пътя на бърза ръка, но когато резултатът е катастрофален, Док го предизвиква на състезание: ако загуби, трябва да започне отначало. Никога преди не се състезавал по черен път, Светкавицата излита от завой и се забива в кактуси — капан, който Док нарочно подготвя, за да му смекчи егото. С времето обаче Светкавицата започва да се сближава с жителите на градчето, особено с Матю, ръждясал автомобил за пътна помощ, и Сали, бивша адвокатка с мечта да възроди Радиатор Спрингс. Постепенно той започва да цени чара на това място и историята му. Светкавицата открива, че Радиатор Спрингс някога е било оживено място по път 66, преди новата магистрала да отклони движението и да доведе до упадъка му. Той също така разбира, че мълчаливият Док е бивш състезател — легендарният Хъдсън Хорнет, чиято кариера приключва след тежка катастрофа. Док смята предишните си купи за „боклук“, което силно шокира Светкавицата.
След като завършва ремонта на пътя, Светкавицата решава да остане още ден, за да помогне на местните бизнеси, но Док междувременно съобщава на медиите къде се намира. Това довежда до внезапната поява на Мак и медиите, които го отнасят обратно за голямото състезание. След като вижда тъгата в очите на останалите, Док започва да съжалява за действията си. На пистата в Лос Анджелис Светкавицата първоначално се затруднява, но изведнъж получава подкрепа от жителите на Радиатор Спрингс, които се появяват като негов екип. С Док вече в ролята на главен механик, Светкавицата прави впечатляващо завръщане. В последните обиколки Чик Хикс прилага опасна маневра, с която умишлено катастрофира Краля, правейки го неспособен да завърши. Спомняйки си как Док е бил принуден да се оттегли след инцидент, Светкавицата спира преди финала и бутва Краля до линията, давайки победата на Чик, но осигурявайки честен завършек за ветерана.
Публиката и медиите осъждат победата на Чик Хикс и възхваляват почтеността и спортменството на Светкавицата. Въпреки предложението на изпълнителния директор на „Диноко“, Текс, да се присъедини към отбора им, Светкавицата отказва — заради лоялност към „Ръст-ийз“ и новопридобитото си уважение към него. Завръщайки се в Радиатор Спрингс, Светкавицата се събира отново със Сали и заявява намерението си да направи градчето свой център за подготовка, подпомагайки възраждането му.

## Актьорски състав
- Оуен Уилсън – Светкавицата Маккуин, червен, измислен състезателен автомобил от 2006 г., описан от Джон Ласитър като „хибрид между НАСКАР и по-заоблен автомобил от Льо Ман“.
- Пол Нюман – Док Хъдсън, тъмносин „Хъдсън Хорнет“ от 1951 г.
- Бони Хънт – Сали Карера светлосин „Порше 911 Карера“ от 2002 г.
- Лари Кабелджията – Матю, ръждясала синя пътна помощ, вдъхновена от „Интърнешънъл Харвестър Ел-170“ и „Шевролет Таск Форс“ от 50-те.
- Тони Шалуб – Луиджи, жълт „Фиат 500“ от 1959 г.
- Чич Марин – Рамон, тунингован „Шевролет Импала Лоурайдър“от 1959 г., с различни цветове във всяка сцена.
- Майкъл Уолис – Шерифа, полицейски автомобил „Мъркюри Ейт Купе“ от 1949 г.
- Джордж Карлин – Филмор, аквамаринов „Фолксваген Тайп 2“ от 1963 г.
- Пол Дули – Сардж, военен джип „Уилис“ от 1941 г.
- Дженифър Луис – Фло, аквамаринов концептуален автомобил, базиран на „Дженерал Мотърс Моторама“ от 1957 г.
- Гуидо Карони – Гуидо, измислен син мотокар, който прилича на „Бе Ем Ве Изета“ и говори само италиански.
- Ричард Пети – Стрип „Краля“ Уедърс, син състезателен автомобил „Плимут Супърбърд“ от 1970 г.
- Майкъл Кийтън – Чик Хикс, зелен състезателен автомобил, описан от Пиксар като типичен сток кар от 80-те, съперник на Маккуин.
- Катрин Хелмънд като Лизи – черен „Форд Модел Т“ от 1923 г.
- Джон Раценбъргър – Мак, червен камион „Мек Супър-Лайнер“ от 1985 г., превозвач на Маккуин
- Джо Ранфт – Ред, мълчалив червено-сребрист пожарен камион от 60-те, и Джери, раздразнителен камион „Питърбилт“, когото Маккуин бърка с Мак.
- Джеръми Пивън (САЩ) / Джереми Кларксън (Великобритания) – Харв, агентът на Маккуин (никога не се показва на екран)
- Боб Костас – Боб Кътлас, сив „Олдсмобил Аурора“ от 1999 г., спортен коментатор.
- Даръл Уолтрип – Даръл Картрип, многоцветен „Шевролет Монте Карло“ от 1977 г., друг спортен коментатор.
- Хъмпи Уилър – Текс Диноко, златист „Кадилак Купе дьо Вил“ от 1975 г., собственик на „Диноко“.
- Линда Пети – Линда Уедърс, „Крайслер Таун енд Кънтри“, съпруга на Краля.
- Дейл Ърнхард Джуниър – Джуниър, генеричен състезателен автомобил.
- Михаел Шумахер – Михаел Шумахер Ферари, червено „Ферари F430“.
- Том и Рей Маглиоци – Ръсти и Дъсти Ръст-ийз, съответно „Додж Дарт“ от 1963 г. и „Додж А100“ от 1967 г., собственици на Ръст-ийз.
- Ричард Кайнд и Иди МакКлърг – Ван и Мини, зелен „Сатурн Рилей“ (2004) и лилав „Крайслер Таун енд Кънтри“ (1996).
- Линдзи Колинс и Елиса Найт – Миа и Тиа, близначки, червени „Мазда МХ-5“ от 1992 г.
- Марио Андрети – Марио Андрети, „Форд Феърлейн“ от 1967 г.
- Сара Кларк – Кори Турбовиц, спортен автомобил, подобен на „Форд Пума“ от 1997 г., състезателен репортер.
- Джей Лено – Джей Лимо, син „Линкълн Таун Кар“, камео.
- Джонас Ривера – Буст, виолетов „Нисан СилвияЧ, лидер на бандата на тунингованите.
- Е. Дж. Холоуицки – Ди Джей, син „Скaйън ЕксБи“, член на бандата.
- Адриан Очоа – Уинго, зелено-лилав „Мицубиши Еклипс“.
- Лу Романо – Снот Род, оранжев „Плимут Баракуда“, често киха.
- Майк Нелсън – Не Чък, червен мотокар от бившия отбор на Маккуин

Том Ханкс, Тим Алън, Били Кристъл, Джон Гудмън, Дейв Фоули и Джон Раценбъргър отново озвучават своите герои от предишни филми на Пиксар по време на сцена във финалните надписи, която включва автомобилни пародии на Играта на играчките, Таласъми ООД и Приключението на бръмбарите.

## Производство

### Разработка
Разработката на Колите започва през 1998 г., когато Пиксар завършва продукцията на Приключението на бръмбарите. По това време Йорген Клубиен започва да пише нов сценарий, озаглавен Жълтата кола, който разказва за електрически автомобил, живеещ в свят, доминиран от коли с голям разход на гориво. Историята е вдъхновена от приказката за Грозното патенце, а идеята възниква след негативния прием на електромобила Мини-Ел от страната на Клубиен. Част от оригиналните скици и герои са разработени още през 1998 г., а продуцентите се съгласяват, че Колите може да бъде следващият филм на студиото след Приключението на бръмбарите и да излезе в началото на 1999 г., конкретно около 4 юни. Впоследствие обаче идеята е изоставена в полза на Играта на играчките 2. Малко по-късно продукцията е подновена, но със значителни промени в сценария, включително разширени роли за герои като Матю, Док и още няколко.
Джон Ласитър споделя, че вдъхновението за историята на филма дошло след като през 2000 г. предприема пътуване с кола през страната заедно със съпругата си и петимата им синове. Когато се завръща от ваканцията, се свързва с Майкъл Уолис, историк на път 66, който впоследствие повежда единадесет аниматори от Пиксар на две пътешествия по трасето в наети бели Кадилаци, за да проведат изследвания за филма. През 2001 г. работното заглавие на филма е Път 66, по името на легендарния американски път, но по-късно е променено на Колите, за да се избегне объркване с телевизионен сериал от 60-те години със същото име. Също така, състезателният номер на Светкавицата Маккуин първоначално трябвало да бъде 57 (препратка към 1957 г., годината на раждане на Ласитър), но е сменен на 95, в чест на 1995 г., когато излиза първият пълнометражен филм на Пиксар — Играта на играчките.
През 2006 г. Ласитър говори за вдъхновението зад филма, като казва: „Винаги съм обичал автомобилите. В едната ми вена тече Дисни кръв, а в другата – моторно масло. Идеята да съчетая тези две големи страсти в живота си – колите и анимацията – беше неустоима. Когато Джо Ранфт и аз започнахме да говорим за този филм през 1998 г., знаехме, че искаме да направим нещо, в което колите са герои. По същото време гледахме един документален филм, наречен Разделени магистрали, който беше за междущатските магистрали и как те са се отразили на малките градчета по пътя. Бяхме дълбоко развълнувани от него и започнахме да се питаме какво ли е било за тези населени места, които са били заобиколени. Именно тогава започнахме сериозно да проучваме път 66, въпреки че все още не бяхме решили каква ще бъде точно историята. Като дете често пътувахме по този път със семейството ми, когато посещавахме роднини в Сейнт Луис“.
Години по-късно, през 2013 г., Йорген Клубиен заявява, че работата по филма е била едновременно най-доброто и най-горчивото преживяване в кариерата му, тъй като е уволнен преди премиерата, и защото смята, че Ласитър умишлено е изключил името му от историята на създаването на филма.

### Анимация
За да изгради реалистично героите във филма, Джон Ласитър посещава и дизайнерските студиа на големите три детройтски автомобилни производители, особено Джей Мейс от Форд Мотор Къмпани. Там той научава как реалните автомобили се проектират.
През 2006 г., Ласитър обяснява колко усилия са вложили, за да направят анимацията правдоподобна: „Отне ни месеци проби и грешки, тестова анимация и много опити, докато разберем как се движи всяка кола и как работи техният свят. Нашите водещи аниматори Дъг Суийтланд и Скот Кларк, както и главните аниматори Боби Подеста и Джеймс Форд Мърфи, свършиха невероятна работа с екипа, като определиха уникалните движения на всеки герой според възрастта му и типа кола. Някои коли са спортни – с по-стегнато окачване. Други са от 50-те години – по-отпуснати и с по-меко движение. Искахме да запазим тази автентичност, но и всяка кола да има собствена индивидуалност. Също така искахме всеки аниматор да вложи част от себе си в героя. Всеки ден по време на прегледите беше истинско удоволствие – виждахме неща, които не бяхме виждали никога преди. Светът на колите оживя по правдоподобен и изненадващ начин“.
За разлика от повечето антропоморфни коли, очите на героите във филма са поставени върху предното стъкло, вместо в предните фарове – подход, вдъхновен от късометражни филми на Дисни. Дизайнерът на продукцията Боб Поли споделя: „Още от началото на проекта, Джон Ласитър беше твърдо решен очите да са на предното стъкло. Първо, това ни отличава от обичайната практика с очи във фаровете. Второ, Джон смяташе, че ако очите са по-ниско, близо до устата, в предната част на колата, тя прилича повече на змия. Когато очите са на стъклото, гледната точка е по-човешка и цялата кола може да участва в изразяването на емоции“. Това решение е саркастично критикувано от автомобилен блог.
През същата година Скот Кларк, водещ аниматор, разказва за предизвикателствата при анимирането на колите: „Да изразиш пълна гама емоции и движения с герои, които трябва да останат коли, беше трудно, но това е силата на анимацията – използваш въображение и съобразяваш движенията с дизайна. Колите нямат ръце и крака, но можем да наклоним гумите навътре или навън, за да изглежда сякаш разтварят ръце. Можем да използваме завиването, за да насочим вниманието. Също така проектирахме специални клепачи и вежди за предното стъкло, с които да изразяваме емоции, каквито истинските коли нямат“. Дъг Суийтланд, също водещ аниматор, допълва: „Необходими бяха различни умения за анимиране на модели от Колите в сравнение с Феноменалните. Там аниматорите можеха да заснемат себе си за референция. При Колите това изобщо не беше приложимо. Да, те са коли, но никоя кола не прави това, което нашите герои правят. Това е чиста фантазия. Отне много опити, докато започнаха да изглеждат убедително“.
Ласитър обяснява, че всичко започнало с рисунки на хартия: „Истинност към материала. Започнахме с рисунки от дизайнера Боб Поли, преминахме през моделиране, съединяване на части, оцветяване и завършихме с анимация. Целият екип работеше с идеята, че колите трябва да останат верни на своя произход“. Мениджърът на отдела за персонажи Джей Уорд добавя: „Джон не искаше колите да изглеждат като глина или да са меки. Той настояваше за „истинност към материала“. Това беше изключително важно за него. Казваше ни, че стоманата трябва да се усеща като стомана, стъклото като стъкло. Тези коли тежат три или четири тона – когато се движат, трябва да се усеща тежестта. Не трябва да изглеждат леки и подскачащи, сякаш са гумени играчки“. Главният аниматор Джеймс Форд Мърфи допълва: „Първоначално моделите на колите бяха направени така, че могат да правят всичко. Но Джон непрекъснато ни напомняше, че тези герои са от метал и тежат хиляди килограми. Те не могат да се разтягат. Показа ни примери за прекалено свободна анимация – като предупреждение какво не бива да правим“.
Томас Джордан, супервайзор по осветление на героите, обяснява: „Хромираните повърхности и автомобилната боя бяха най-голямото предизвикателство. Посетихме местен автосервиз, наблюдавахме как боядисват коли – как смесват боята, нанасят слоевете. Разглобихме процеса и го възпроизведохме дигитално – базовият слой дава цвета, а лакът – отражението. Добавихме метални частици, за блясък, перлен ефект, и дори линии за герои като Рамон“. Ебен Остби, технически директор, разказва: „Тъй като главните ни герои са от метал, Джон искаше изключително реалистични отражения и най-добро осветление. Преди използвахме опростени методи – с карти на околната среда“.
Джесика МакМаккин, водещ по рендеринг, допълва: „Освен реалистични отражения, използвахме доста ефекти – точни сенки с плавни краища при много светлинни източници, оклузия (липса на светлина между повърхности), и осветяване с отразена светлина – например когато червен лист хартия освети бяла стена с червено сияние“. Тим Милирон, супервайзор на герои, казва: „Най-голямата ми гордост в този филм е системата за „заключване към земята“. Преди героите не разбираха заобикалящата ги среда. При Колите това е вградено в моделите – като се движат, те „залепват“ за земята. Това беше едно от онези предизвикателства в Пиксар, които знаеш, че трябва да решиш, но нямаш идея как“.
Лиса Форсел, технически директор, обяснява как са обогатили пейзажа около Радиатор Спрингс: „Създадохме отдел, който да отговаря за дигиталните фонове и небето. Те придават визуална сложност без да се създава сложна геометрия. Работихме дълго върху облаците – те имат пластове и се движат относително един към друг. Имат характер. Някои са оформени като седани, други като шарки на гуми. Няма конкретна сюжетна цел, но няма пиксел във филма, който да не е обмислен до съвършенство“.
Използваните компютри по време на продукцията са четири пъти по-бързи от тези за Феноменалните и 1000 пъти по-бързи от тези за Играта на играчките. За изграждане на автомобилите аниматорите използват компютърни платформи, сходни с тези в реалната автомобилна индустрия.

## Музика
Саундтракът към Колите е издаден от Уолт Дисни Рекърдс на 6 юни 2006 г. Девет от парчетата в албума са изпълнени от популярни музиканти, а останалите единадесет са инструментални композиции, написани от Ранди Нюман. Включени са две версии на класическата джаз песен Route 66 на Боби Труп (популяризирана от Нат Кинг Коул) – едната версия е изпълнена от Чък Бери, а другата е нова адаптация, специално записана за финалните надписи на филма, в изпълнение на Джон Мейър. Кънтри изпълнителят Брад Пейзли допринася с две песни от деветте в албума, включително Find Yourself, която се използва по време на финалните надписи.

## Премиера
Колите първоначално трябва да излезе на 4 ноември 2005 г., но на 7 декември 2004 г. премиерата е отложена за 9 юни 2006 г. Анализатори приемат тази промяна на датата като знак, че Пиксар се подготвя за евентуалния край на договора си за разпространение с Дисни – било чрез създаване на материали, които не са обвързани с Дисни и могат да бъдат предложени на други студиа, било като си купуват време, за да видят как ще се развие ситуацията с Майкъл Айснер в Дисни. Когато изпълнителният директор на Пиксар Стив Джобс обявява новата дата, той обяснява, че причината е желанието всички филми на Пиксар да бъдат пускани през лятото, така че продажбите на DVD да съвпадат с празничния сезон за пазаруване.

### Домашна употреба
Колите излиза на DVD на 7 ноември 2006 г. в САЩ и Канада. VHS издание се пуска на 19 февруари 2007 г. ексклузивно за членове на домашния видео клуб на Дисни.
Според Уолт Дисни Къмпани пет милиона копия от DVD изданието се продават само за първите два дни след излизането му. През първата седмица се продават 6 250 856 копия, а общо – 15 370 791, което носи приходи от над 246 милиона долара. За разлика от предишни издания на Пиксар, тук не се предлага двудискова специална версия, нито се планира такава в бъдеще. Според Сара Мейхър, мениджър продукция на DVD в Пиксар, Джон Ласитър и екипът му са ангажирани с работата по Рататуй.
Колите излиза и на Blu-ray на 6 ноември 2007 г., точно една година след DVD изданието. Това е първият филм на Пиксар, който излиза на Blu-ray (заедно с Рататуй и Колекция късометражни филми на Пиксар, част 1). През април 2011 г. филмът се преиздава в двудисково издание, съдържащо Blu-ray и DVD диск, както и отделно на DVD. За пръв път в 3D формат филмът излиза на 29 октомври 2013 г., включващ версии на Blu-ray, Blu-ray 3D и DVD. През 2019 г. филмът излиза и на 4K Ultra HD Blu-ray издание.

## Прием

### Боксофис
През премиерния си уикенд Колите реализира приходи от 60,1 милиона долара в 3985 киносалона в САЩ, като заема първо място в боксофис класацията, изпреварвайки Раздялата, Х-Мен: Последният сблъсък и Поличбата 666. В продължение на три години държи рекорда за най-успешен премиерен уикенд на автомобилен филм, преди да бъде изпреварен от Бърз и яростен през 2009 г. В САЩ филмът задържа първото място две седмици, след което е изместен последователно от Щрак и Супермен се завръща през следващия уикенд. Във втория си уикенд Колите генерира 33,7 милиона долара, като се конкурира с Бързи и яростни: Токио дрифт, Начо Либре и Къщата на езерото. През юли 2006 г. филмът доближава границата от 200 милиона долара, превръщайки се в третия филм за годината, който я достига – след Х-Мен: Последният сблъсък и Шифърът на Леонардо. В крайна сметка Колите печели 462 милиона долара в световен мащаб, от които 244 милиона долара само в САЩ. Това го прави втория най-касов анимационен филм за 2006 г. след Ледена епоха 2: Разтопяването.
В Обединеното кралство филмът успява да изпревари Карибски пирати: Сандъкът на мъртвеца и заема първото място в боксофиса с 3,4 милиона долара през премиерния си уикенд. През втората седмица е изместен от Маями Вайс, но все пак реализира 2,3 милиона долара. След това филмът си връща върха на класацията с 1,3 милиона долара през третия уикенд, като надминава премиерите на Къща-чудовище и Начо Либре.

### Реакции на критиката
В уебсайта Rotten Tomatoes филмът Колите има одобрение от 74%, базирано на 198 рецензии, със средна оценка 6.9/10. В критическия консенсус на сайта се казва: „Колите предлага визуално пиршество, което напълно компенсира донякъде тънко написаната история, като в крайна сметка се превръща в удовлетворяващо развлечение за по-младата публика“. В Metacritic филмът постига резултат 73 от 100, базиран на 39 рецензии от критици, което означава „като цяло благоприятни“ отзиви. Анкетираната от CinemaScore публика му дава средна оценка A по скалата от A+ до F.
Уилям Арнолд от Сиатър Поуст-Интелиджънсър го определя като „един от най-изобретателните и изцяло очарователни филми на Пиксар досега“, а Лиса Шварцбаум от Ентъртейнмънт Уийкли го нарича „произведение на американското изкуство – едновременно класическо и модерно“. Роджър Ебърт от Чикаго Сън-Таймс поставя три от четири звезди, заявявайки, че филмът „разказва ярка и весела история, но встрани от основната линия се крие нещо дълбоко. В случая – усещане за загуба“. Питър Травърс от Ролинг Стоун му дава три и половина от четири звезди: „Зареден с хумор, екшън, искрена драма и удивителни нови технически постижения, Колите е високооктаново удоволствие за зрители от всички възрасти“. Ричард Корлис от Тайм също дава положителна оценка: „Съществуващ едновременно в днешния турбозареден свят и в по-спокойните 50-те, балансирайки между стилистиката на Пиксар и сърцето на старата школа на Дисни, този нов модел Колите е мигновена класика“. От друга страна, Брайън Лоури от Върайъти дава отрицателна рецензия, казвайки: „Въпреки че представлява поредното впечатляващо техническо постижение, това е най-малко визуално интересният от филмите на Пиксар и – в ироничен обрат за история за автомобилни състезания – кротко криволичи из суховатата си среда“. Робърт Уилонски от Вилидж Войс дава положителен отзив: „Това, което в крайна сметка спасява Колите от това да се окаже пълен боклук, е душата му. Ласитър обича тези анимирани неодушевени обекти, сякаш са роднини – и това личи във всеки кадър“. Ела Тейлър от Ел Ей Уийкли също пише положително: „Колите весело закача иновативната анимация за една народна история, възхваляваща приятелството, общността и скептицизма към високите технологии“.
Джин Сиймур от Нюздей поставя три от четири звезди и пише: „Като поп флай, Колите е красив за гледане, дори когато прави лупинги, дрифтове и понякога сякаш виси във въздуха“. Колин Ковърт от Стар Трибюн също се изказва положително: „Филмът извежда на ново ниво всичко, което е направило Пиксар синоним на анимационно съвършенство – силни персонажи, стегнат ритъм, безупречен кастинг, топъл хумор и визуален блясък“. Кенет Тюран от Лос Анджелис Таймс дава четири от пет звезди, казвайки: „Изненадата на този изключително увлекателен филм е в източника на неговото привличане – той има сърце“. Стивън Хънтър от Вашингтон Поуст коментира: „Последната творба на гениите от Пиксар – вероятно най-изобретателното студио за компютърно генерирани изображения – е забавна, макар и под нивото на първия филм Играта на играчките“. Джесика Рийвс от Чикаго Трибюн поставя две и половина от четири звезди: „Макар че технически филмът е безупречен, неговият тон е прекалено нервен, героите – твърде цинични, а историята – твърде плоска, за да отговори на очакванията“. Джеймс Берардинели дава три от четири звезди: „Макар че Колите пресича финала пред всеки друг анимационен филм от 2006 г., той изостава с няколко обиколки от останалите творби на Пиксар“. Лиза Кенеди от Денвър Поуст също дава три от четири звезди: „Колите на моменти забавя темпото. Едва в последните си обиколки филмът набира онзи емоционален заряд, който очакваме от екипите зад Играта на играчките и Търсенето на Немо“. Ейми Бианколи от Хюстън Кроникълс му дава същата оценка и пише: „Филмът напредва с лекота и чар, докарвайки широки усмивки по пътя си“.
Клаудия Пуиг от Ю Ес Ей Тъдей също оценява филма положително: „Анимацията е изключително изпипана. Но историята винаги е ключов елемент при филмите на Пиксар, а тази в Колите е искрена и с ясно, открито послание“. Дейвид Еделстин от Ню Йорк Мегазин добавя: „Както и филмите Играта на играчките, Колите е върхово постижение в компютърната анимация, с ретро послание в полза на остарялата, но добродетелна технология от 50-те, с щипка дзен в стила на Джордж Лукас“. Мойра Макдоналд от Сиатъл Таймс поставя три и половина от четири звезди: „Макар че носталгията по тихия живот в малките градчета може да се изгуби сред младата публика, Колите намира приятно и често искрящо темпо“. Мик Ласал от Сан Франциско Кроникъл е по-критичен: „Колите ни въвежда в света на колите като готин трик, но не успява да ни убеди в тази вселена като психическо преживяване. Затова и анимацията – вместо да отразява по-дълбока истина – се превръща в пречка за нея“. Дерек Адамс от Тайм Аут е по-умерен: „Има множество блестящи сцени, някои от тях наистина забавни, но има и моменти, когато усещаш, че филмът трудно се задържа в оптимална форма. Все пак – това е Пиксар, нали? А те винаги заслужават да бъдат гледани, независимо какво казват другите“.

## Разширяване на поредицата

### Продължения
Първото продължение, озаглавено Колите 2, излиза на 24 юни 2011 г. То отново е режисирано от Джон Ласитър, който измисля историята по време на световното турне за промотиране на първия филм. В този филм Светкавицата Маккуин и Матю се отправят към Япония и Европа, за да участват в Световното Гран при, но Матю се оказва въвлечен в международен шпионски заговор.
Второто продължение, Колите 3, излиза на 16 юни 2017 г. Режисьор е Браян Фий, а историята се фокусира върху Светкавицата Маккуин, който вече е опитен състезател, но след като е засенчен от ново поколение състезателни автомобили, получава помощ от младата треньорка Крус Рамирес, за да се подготви за все по-високотехнологичния свят и да се изправи срещу новия си съперник Джаксън Сторм.

### Свързани филми
Анимационен пълнометражен спин-оф филм, озаглавен Самолети, продуциран от Диснитуун Студиос, излиза на 9 август 2013 г. Продължението на Самолети – Самолети: Спасителен отряд, е пуснато на 18 юли 2014 г.

### Телевизионни сериали
Колите дава начало и на телевизионна поредица от късометражни филми. Първата част, озаглавена Измислиците на Матю, се излъчва от 27 октомври 2008 г. до 5 юни 2012 г., а втората част, която е със заглавие Истории от Радиатор Спрингс, се излъчва от 22 март 2013 г. до 20 май 2014 г.
Премиерата на стрийминг сериала на платформата Дисни+ Колите на път е на 8 септември 2022 г.

## В България
Премиерата на Колите по кината в България е през 2006 г., като малко след нея е издаден на DVD, разпространяван от Александра Видео. През 2010 г. филмът е издаден отново на DVD, разпространявано от A+Films.
Синхронен дублаж
| Роля                 | Изпълнител          |
| -------------------- | ------------------- |
| Светкавицата Маккуин | Ивайло Велчев       |
| Док Хъдсън           | Антон Радичев       |
| Сали                 | Василка Сугарева    |
| Матю                 | Вълчо Камарашев     |
| Рамон                | Кирил Кавадарков    |
| Луиджи               | Стоян Алексиев      |
| Гуидо                | Данило Де Джироламо |
| Фло                  | Нели Монеджикова    |
| Серж                 | Симеон Викторов     |
| Шерифът              | Марин Янев          |
| Филмор               | Пламен Пеев         |
| Лизи                 | Мария Карел         |
| Ред                  | Луис Даниел Рамирес |
| Мак                  | Цветан Ватев        |
| Чик Хикс             | Христо Узунов       |
| Кралят               | Росен Плосков       |
| Харв                 | Георги Тодоров      |
| Боб Катлъс           | Витомир Саръиванов  |
| Дарел Картрип        | Георги Стоянов      |
| Господин Миниван     | Здравко Димитров    |
| Госпожа Миниван      | Живка Донева        |
| Текс                 | Тодор Георгиев      |
| Клинк                | Илия Иванов         |
| Кланк                | Любомир Фърков      |
| Госпожа Краля        | Адриана Андреева    |
| Фред                 | Росен Плосков       |
| Джуниър              | Тодор Георгиев      |
| Ферари               | Росен Плосков       |
| Джей Лимо            | Любомир Фърков      |
| Марио Андрети        | Тодор Георгиев      |
| Кори Турбовиц        | Адриана Андреева    |
| Шеф на екипа на Чик  | Любомир Фърков      |
| Петербилт            | Росен Плосков       |
| Бууст                | Росен Плосков       |
| Снот Род             | Росен Плосков       |
| Уинго                | Здравко Димитров    |
| Ди Джей              | Здравко Димитров    |
| Тия                  | Живка Донева        |
| Мия                  | Живка Донева        |
| Японски репортер     | Хикари Йоно         |

Други гласове
| Роля               | Изпълнител     |
| ------------------ | -------------- |
| Кола Уди           | Георги Стоянов |
| Кола Бъз           | Мариан Маринов |
| Кола Хам           | Цветан Ватев   |
| Кола Майк          | Георги Стоянов |
| Колата Съли        | Георги Тодоров |
| Колата Йети        | Цветан Ватев   |
| Колата Флик        | Цветан Ватев   |
| Кола П. Т. Бълхата | Цветан Ватев   |

Българска версия
| Обработка                       | Доли Медия Студио                     |
| ------------------------------- | ------------------------------------- |
| Режисьор на дублажа             | Даниела Горанова                      |
| Превод                          | Венета Янкова                         |
| Звукорежисьори                  | Валерия Крачунова Цветелина Цветкова  |
| Криейтив супервайзър            | Венета Янкова                         |
| Продуцент на българската версия | Disney Character Voices International |